# Імке Схеллекенс-Бартельс
Імке Схеллекенс-Бартельс  (нід. Imke Schellekens-Bartels, 15 березня 1977) — нідерландська вершниця, олімпійська медалістка.

## Виступи на Олімпіадах
| Олімпіада  | Дисципліна        | Місце |
| ---------- | ----------------- | ----- |
| Афіни 2004 | виїздка, особисті | 11    |
| Афіни 2004 | виїздка, командні | 4     |
| Пекін 2008 | виїздка, особисті | 25    |
| Пекін 2008 | виїздка, командні | 2     |